# Nome régio
Um nome régio ou nome real é o nome utilizado por monarcas e Papas durante seus respectivos reinados e, subsequentemente, de maneira histórica. Desde a antiguidade, diversos monarcas optaram por reinar com um nome diferente de seu nome de batismo quando ascenderam ao trono por motivos políticos ou pessoais.
O nome régio é geralmente seguido de um número régio em algarismo romano para distinguir aquele monarca de outros que utilizaram o mesmo nome quando governaram a nação em questão. Em casos específicos, o monarca pode possuir mais de um nome régio enquanto seu número régio é relativo a apenas um destes nomes como, por exemplo, Carlos X Gustavo da Suécia. Se um monarca reina em mais de um Estado, pode ostentar diferentes ordinais em cada um de seus reinos seguindo a linhagem histórica de monarcas daquela nação. Por exemplo, Jaime VI da Escócia e I de Inglaterra que reinou na Escócia de 1567 a 1625 e na Inglaterra de 1603 a 1625.
Normalmente, o ordinal é dispensado quando se trata do primeiro monarca a usar o nome régio, mas pode ocorrer em referências históricas quando o nome é repetido por algum sucessor. Portanto, Isabel I de Inglaterra era referida apenas "Isabel de Inglaterra" até a ascensão de Isabel II quase quatro séculos depois em 1952; citações históricas subsequentes à monarca inglesa acrescentam retroativamente o ordinal "I". Contudo, Paulo I da Rússia, Umberto I de Itália, Juan Carlos I de Espanha, Haile Selassie I e o Papa João Paulo I figuram entre os monarcas que utilizaram o ordinal durant seus reinos. Na língua portuguesa, tais nomes régios são pronunciados como "Isabel Primeira", "Jorge Sexto", "Pedro Primeiro", etc.
Em algumas monarcas da Ásia, monarcas assumem o que é chamado de "nome de era". Enquanto nomes de eras não são comuns em muitas monarquias, alguns períodos históricos são rebatizados por conta do monarca que reinou. Por exemplo, todo o período durante o qual um sucessão de quatro "Jorges" reinaram na Grã-Bretanha no século XVIII é conhecido historicamente como "Era georgiana". Por outro lado, apesar da ocorrência de diversos monarcas batizados "João" na história portuguesa, apenas o reinado de João VI de Portugal é referido como Período joanino.

## Monarquias

### Antiguidade
Em monarquias da Antiguidade, era comum o monarca ascendente ao trono assumir um nome distinto de seu nome pessoal. Isto era comum dentre os monarcas da Assíria e os reis de Judá. Neste caso, o rei judeu Roboão reinou historicamente como "Benamá" entre 932 e 915 a.C.
No Antigo Egito, os faraós assumiam uma série de nomes régios - sendo que o seu "prenome" era o mais comumente utilizado em conjunção com o nome pessoal. O nome mais comum na história monárquica egípcia foi "Ptolemeu", repetido 15 vezes ao longo do período do Reino Ptolemaico; seguido por "Ramessés" que foi utilizado por 11 monarcas egípcios em mais de uma dinastia.
Os Imperadores romanos recebiam o título oficial de Imperator Caesar Augustus em seus nomes (o que compunha seus nomes régios). "César" provém do cognome de Caio Júlio César, "Imperator" remetia ao comando do Exército romano e "Augustus" significava "venerável" ou "majestoso". O nome régio costumava ser formado de duas maneiras: Imperator (prenome, nome e cognome) Caesar Augustus ou Imperator Caesar (prenome, nome e cognome) Augustus. Entretanto, Imperator tornou-se um prenome dos imperadores romanos enquanto Augustus e César tornaram-se um cognome.

### Ásia
Sinoesfera

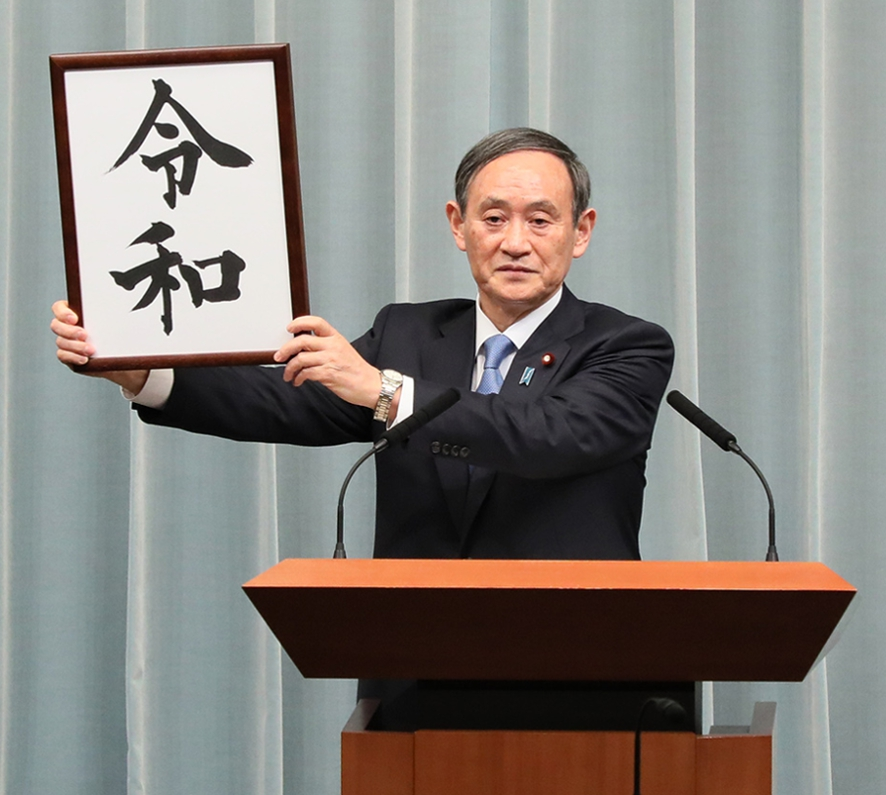
O Primeiro-ministro Yoshihide Suga anuncia o nome da Era Reiwa em 1 de abril de 2019. O costume antecede à Entronização do Imperador do Japão.

Na esfera cultural da Ásia Oriental, o nome pessoal dos monarcas costuma ser evitado como parte de uma tradição sobre nomes.
Desde a Dinastia Shang, os monarcas chineses eram honrados com um nome de templo (廟號; miào hào) após sua morte para que fossem assim cultuados e memoriados. Os nomes de templo consistem em dois ou três caracteres chineses acrescidos do sufixo "zǔ" (祖; "progenitor") ou "zōng" (宗; "ancestral"). Desde a Dinastia Chou, os monarcas chineses foram frequentemente agraciados com um nome póstumo (謚號; shì hào) após sua morte. Os nomes póstumos são adjetivos que descrevem os feitos ou valores seguidos por um indivíduo durante sua vida. Uma vez que tais titulações são conferidas de maneira póstuma não se enquadram na caracterização de um nome régio. Como resultado da influência cultural chinesa sobre a região do Sudeste asiático, o costume de nome de templo e nome póstumo foi adotado por monarcas na Coreia e no Vietnã, enquanto os imperadores japoneses recebem apenas nomes póstumos.
Desde 140 a.C., durante o reinado de Wu de Han, o soberano chinês proclama um nome de era (年號; nián hào) para identificar e numerar o ano histórico. Antes da ascensão da dinastia Ming, era comum ao monarca chinês proclamar mais de um nome de era durante o seu reino ou até mesmo que um único nome de era fosse ostentado por sucessivos monarcas. Governantes das dinastias Ming e Qing, no entanto, adotavam somente um nome de era durante todo o seu reino; portanto, monarcas chineses das dinastias Ming e Qing são conhecidos historicamente apenas por seus respectivos nomes de eras com poucas exceções. O sistema de nome de era também foi adotado por monarcas coreanos, vietnamitas e japoneses.

### Europa
Polônia
Portugal
Os monarcas de Portugal seguiam a tradição de utilizar seu primeiro nome batismal como nome régio. A única exceção histórica foi Sancho I de Portugal, nascido Martinho de Borgonha. Como filho mais novo, Martinho não tinha pretensões ao trono português e esperava-se que fosse parte do clero, tendo sido batizado em homenagem a São Martinho de Tours. Quando o herdeiro aparente, Henrique, morreu, o nome do príncipe foi modificado para Sancho.
O nomes régios mais recorrentes na história monárquica portuguesa são: "Afonso" (nome cuja origem remonta a Afonso I das Astúrias, monarca do século VIII) e "João" (em decorrência à devoção católica à São João Batista). Cada um destes nomes foi ostentado por seis monarcas, no total, sendo Afonso V e João VI os mais recentes.
Reino Unido

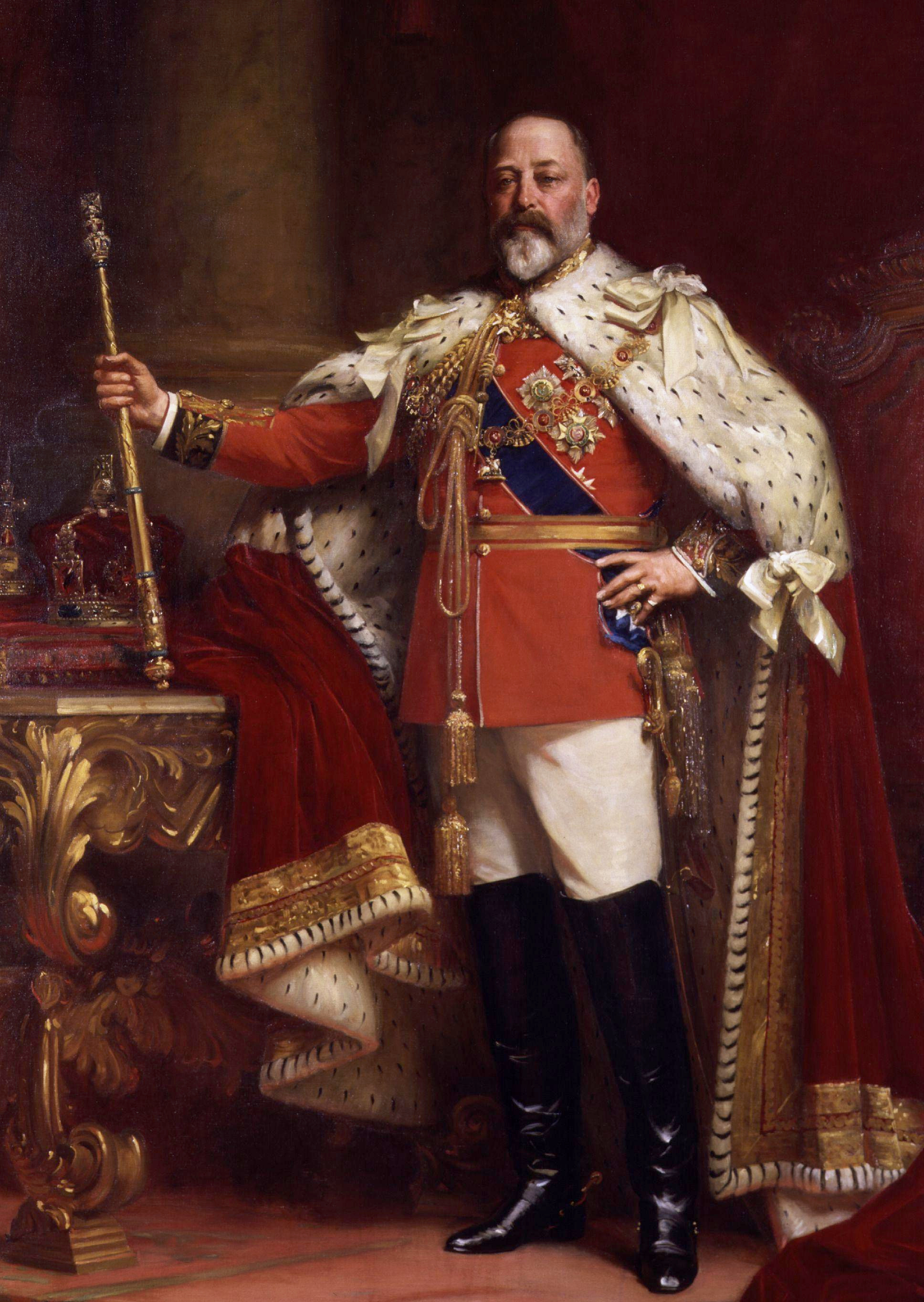
"Eduardo" é o nome mais recorrente na monarquia inglesa, tendo sido nome régio de 12 monarcas. Na imagem, Eduardo VII cujo nome também batizou a Era eduardiana.

A maioria dos monarcas britânicos utilizaram seu primeiro nome de batismo como nome régio. Entretanto, na histórica britânica constam três exceções de monarcas que adotaram um nome diferente após sua coroação.
Rainha Vitória foi batizada "Alexandrina Victoria", mas ascendeu ao trono em 1837 como apenas como "Vitória". Quando seu filho, Alberto Eduardo ascendeu ao trono em 1901, assumiu o nome régio de "Eduardo VII" contrariando o desejo póstumo de sua mãe. Eduardo VII declarou ter escolhido tal nome como forma de homenagear seus seis antecessores ingleses e evitar ofuscar a lembrança histórica de seu pai, Alberto de Saxe-Coburgo-Gota.
Durante a Crise da abdicação de 1936, o então Príncipe Alberto, Duque de Iorque, assumiu o trono como Rei Jorge VI, também evitando o nome "Alberto". Seu nome de batismo era "Alberto Frederico Artur Jorge" e, assim como dois de seus antecessores, assumiu um de seus nomes como nome régio.
Existia uma especulação sobre o então herdeiro aparente britânico, Carlos, Príncipe de Gales - cujo nome de batismo é Carlos Filipe Artur Jorge - poderia rejeitar ser coroado como "Carlos III" evitando comparações com Carlos II (conhecido por sua simpatia ao catolicismo), Carlos I (que foi executado durante a Guerra Civil Inglesa) e com o pretendente jacobita Carlos Eduardo Stuart (que reivindicava o trono como "Carlos III"). Especulou-se que o Príncipe de Gales seria provavelmente coroado como Jorge VII em homenagem ao seu avô materno, Jorge VI.. Com a morte da rainha Elizabeth II, no entanto, ele adotou o nome régio de Carlos III .

## Cargos religiosos

### Igreja Católica
Imediatamente após a eleição de um novo Papa, este é questionado pelo Decano do Colégio dos Cardeais sobre qual nome gostaria de ser conhecido. O novo papa escolhe, então, o nome pelo qual irá exercer seu pontificado. O Protodiácono, então, surge na sacada da Basílica de São Pedro para proclamar o novo Papa, informando aos presentes o nome papal escolhido.
Annuntio vobis gaudium magnum;

Habemus Papam!

Eminentissimum ac reverendissimum Dominum,

Dominum [Nome],

Sanctæ Romanæ Ecclesiæ Cardinalem [Sobrenome],

Qui sibi nomen imposuit [Nome papal].
Anuncio-vos uma grande alegria;

Temos um Papa:

O eminentíssimo e reverendíssimo Senhor,

Dom [Nome],

Cardeal da Santa Romana Igreja [Sobrenome],

Que se impôs o nome de [Nome papal].
Durante os primórdios da Igreja, os eleitos ao Bispado de Roma continuavam a portar seu nome batismal. O costume de escolher um novo nome teve início em 533 d.C. com a eleição de Mercurius que havia sido batizado em homenagem ao deus romano e acreditava não ser apropriado governar a Igreja com tal nome. Mercurius assumiu o nome de João II. Desde então, os papas seguem a tradição de escolher um novo nome para seu pontificado.
O último papa a usar seu nome de batismo foi o Papa Marcelo II em 1555, uma escolha que já era bastante excepcional. Os nomes escolhidos pelos papas não são baseados em nenhum sistema que não seja honorífico geral. Basearam-se em predecessores imediatos, mentores religiosos, afinidades políticas ou mesmo ancestrais familiares – como foi o caso do Papa João XXIII. A prática de usar o nome de batismo como nome papal não foi descartada e os futuros papas podem optar por continuar usando seus nomes originais após serem eleitos.

## Nomes régios comuns
Esta seção lista os nomes régios mais comuns por cada país.
- "†" denota um Estado monárquico extinto.

| País                  | Nome      | Monarcas | Língua nativa | Epónimo             | Mais recente          |
| --------------------- | --------- | -------- | ------------- | ------------------- | --------------------- |
| Brasil†               | Pedro     | 2        | Pedro         | Pedro de Alcântara  | Pedro II              |
| Dinamarca             | Cristiano | 10       | Christian     | Cristo              | Cristiano X           |
| Dinamarca             | Frederico | 10       | Frederik      |                     | Frederico X           |
| Escócia†              | Jaime     | 7        | James         | São Jaime           | Jaime VII             |
| Espanha               | Afonso    | 13       | Alfonso       | Afonso I            | Afonso XIII           |
| França†               | Luís      | 18       | Louis         | Clóvis I            | Luís XVIII            |
| Jordânia              | Abedalá   | 2        | Abdullah      | Abedalá ibne Zobair | Abedalá II            |
| Luxemburgo            | Guilherme | 4        | Guillaume     |                     | Guilherme IV          |
| Mónaco                | Honorato  | 5        | Honoré        |                     | Honorato V            |
| Países Baixos         | Guilherme | 5        | Willem        | Guilherme de Orange | Guilherme Alexandre I |
| Portugal†             | Afonso    | 6        | Afonso        | Afonso I            | Afonso VI             |
| Portugal†             | João      | 6        | João          | São João Batista    | João VI               |
| Reino Unido           | Eduardo   | 8        | Edward        | Santo Eduardo       | Eduardo VIII          |
| Reino Unido           | Henrique  | 8        | Henry         |                     | Henrique VIII         |
| Sacro Império Romano† | Henrique  | 7        | Heinrich      |                     | Henrique VII          |
| Sacro Império Romano† | Carlos    | 7        | Karl          | Carlos Magno        | Carlos VII            |
| Suécia                | Carlos    | 10       | Carl          |                     | Carlos XVI Gustavo    |
| Tailândia             | Rama      | 10       | Rama          | Rama I              | Rama X                |
| Vaticano              | João      | 21       | Ioannes       | São João Batista    | Papa João XXIII       |